# ライフパレット
ライフパレット（Life Palette）とは、癌(がん)を始め、生活習慣病や先天性疾患など300種類以上の病気や障害を持つ患者・家族、それに関わる医療従事者などが集う患者支援コミュニティサイトである。運営主体は、株式会社メディエイド。

## 概要
ネット闘病記やコミュニティ型日記を通じて、参加者同士が交流できる場作りを行なっている。患者の体験知を共有し、活用するための「闘病体験のエコ（循環）システム」の構築を目指している。

## 参考資料
- 『日本経済新聞朝刊』2008年6月1日
- 『日本産業新聞朝刊』2008年6月23日
- 『読売新聞夕刊』2008年7月11日
- 『愛媛新聞』2008年7月12日
- 『日本経済新聞夕刊』2008年9月29日
- 『YOMIURI ONLINE 読売新聞』2008年10月30日
- 『朝日新聞 asahi.com】2008年12月6日
- 『毎日新聞朝刊』2009年5月8日